# Chauffe-assiette
Le chauffe-assiette est un ustensile de cuisine sur lequel on pose les assiettes afin qu’elles restent chaudes. Le chauffe-assiette se distingue du chauffe-plat en ce que, dans ce dernier, les aliments sont dans des récipients alimentaires et attendent d'être servis, tandis que le chauffe-assiette ne sert qu'à maintenir celles-ci chaudes. 
Le chauffe-assiette est dans la cuisine bourgeoise un ustensile dans la salle à manger.